# Enzephalo-kranio-kutane Lipomatose
Die Enzephalo-kranio-kutane Lipomatose ist eine sehr seltene angeborene Erkrankung mit zahlreichen Lipomen, Veränderungen am Kopf („kranio“), hauptsächlich an den Augen, der Haut („kutan“) und dem ZNS („Enzephalon“).
Synonyme sind: Haberland-Syndrom; Fishman-Syndrom; englisch Encephalocraniocutaneous lipomatosis
Der Erstbeschrieb erfolgte 1970 durch die US-amerikanischen Ärzte
Catherine Haberland und Maurice Perou. Eine weitere Veröffentlichung erfolgte durch M. Fishman 1978.

## Verbreitung
Die Häufigkeit wird mit unter 1 zu 1.000.000 angegeben, bislang wurde über weniger als 60 Betroffene berichtet. Die Vererbung erfolgt autosomal-dominant.

## Ursache
Der Erkrankung liegen – zumindest teilweise – Mutationen im FGFR1-Gen auf Chromosom 8 Genort p11.23 zugrunde, welches für einen Fibroblasten-Wachstumsfaktor-Rezeptor 1  kodiert.
Kürzlich wurden bei Betroffenen Mutationen im NRAS-Gen auf Chromosom 1 an p13.2 gefunden.

## Klinische Erscheinungen
Klinische Kriterien sind:
- multiple Lipomen an Kopf, Gesicht und Nacken
- gut begrenzte haarlose Kopfhautdefekte, nicht-narbenbildende Alopezie
- Hamartome an den Augen
- im zentralen Nervensystem  intrakranielle und intraspinale Lipome sowie Anlagestörungen der Hirnhäute (Meningen). Bei etwa der Hälfte der Betroffenen kommt es zu einer Epilepsie, bei einem Drittel zu deutlicherer Entwicklungsverzögerung.

## Differentialdiagnose
Differentialdiagnostisch ist unter anderem das Proteus-Syndrom abzugrenzen, auch das Delleman-Syndrom.

## Therapie
Eine ursächliche Behandlung ist nicht bekannt.